# 健武山神社
健武山神社（たけぶやまじんじゃ）は、栃木県那須郡那珂川町の神社。

## 歴史
806年（大同元年）に創建された。延喜式の式内社でもある。
中世においては当地の領主だった武茂氏の保護を受けていた。江戸時代は修験者が管理していたが、水戸藩第9代藩主徳川斉昭により、唯一神道に改められた。
かつての祭神は素戔嗚命であったが、現在は日本武尊と金山彦尊である。

## 文化財
- 棟札（那珂川町指定文化財 昭和43年3月13日指定）[2]

## 交通アクセス
- 矢板ICより車15分。